# Full Tilt Poker
O Full Tilt Poker é um ambiente de pôquer online, sendo o segundo maior do mundo. A empresa patrocinava vários jogadores profissionais, como Howard Lederer, Phil Ivey, Andy Bloch, Mike Matusow, Jennifer Harman e Chris Ferguson.

## Equipe Full Tilt
O "The Professionals" hoje conta com Gus Hansen, Viktor Blom e Tom Dwan.

## Fraude
Num primeiro instante, as operações do Full Tilt Poker foram encerradas pelo F.B.I. em Abril de 2011 para o mercado americano, sob a acusação de fraude bancária. Após um período funcionando para o restante do mundo, a Alderney Gambling Comission (AGCC), uma das agências que fiscaliza empresas de jogos online com sede nas ilhas britânicas, suspendeu a licença de operação do Full Tilt Poker em 29 de Junho de 2011, deixando o ambiente de Pôquer fora do ar não mais apenas para os E.U.A., mas para o restante do planeta.
A empresa foi comprada pela PokerStars, e funcionou plenamente no Brasil, inclusive com possibilidade de migração de saldo entre as contas das diferentes empresas.

## Encerramento
Em Outubro de 2020 a Fill Tilt Poker encerrou suas atividades com o dominio .EU e em 25 de Fevereiro de 2021 a PokerStars encerrou as atividades do Full Tilt Poker no Brasil e no resto do mundo por meio de um comunicado oficial. A PokerStars justificou: “o nosso compromisso em melhorar o software do PokerStars e a experiência dos jogadores nos últimos anos limitou a quantidade de foco e recursos que poderíamos aplicar à evolução do Full Tilt”.

## Televisão
O Full Tilt Poker patrocinava vários programas de pôquer na televisão, como:
- Learn from the Pros
- Poker Championship at Red Rock
- Poker After Dark
- Poker Equalizer
- Face the Ace